# 7th Street/Metro Center (Metro de Los Ángeles)
7th Street/Metro Center es una estación del Metro de Los Ángeles y es administrada por la Autoridad de Transporte Metropolitano del Condado de Los Ángeles. Se encuentra localizada en el Distrito Financiero de Los Ángeles (California), en Figueroa Street.
Las Líneas A, D, B, y la Línea E, se pueden abordan en esta estación. La estación con más cotidianos del systema Metro. 

## Conexiones de autobuses
- Metro Local: 14, 16, 18, 20, 26, 37, 51, 52, 53, 55, 60, 62, 66, 70, 71, 76, 78, 79, 81, 96, 316, 352, 355, 366, 378
- Metro Express: 439, 485, 487, 489
- Metro Rapid: 714, 720, 753, 760, 770

Servicios Harbor Transitway
- Metro Express: 445, 450X*, 460
- Metro Liner: Línea J

Otros servicios
- Antelope Valley Transit Authority: 785*
- City of Santa Clarita Transit: 799*
- Foothill Transit: 481*, 493*, 497*, 498*, 499*, 699*, Silver Streak
- LADOT Commuter Express*: 409, 422, 423, 430, 431, 437, 438, 448, 534
- LADOT DASH: A, B, C (weekdays only), DD (weekends only), E, F
- Montebello Bus Lines: 40, 50, 341*, 342*, 343*
- Orange County Transportation Authority: 701*, 721*
- Santa Monica Big Blue Bus: 10
- Torrance Transit: 1, 2

* indica que el servicio opera durante las horas pico en días de semana.